# Differenzierung des Selbst
Die Differenzierung des Selbst ist ein vom amerikanischen Psychotherapeuten Murray Bowen geprägter Begriff und ein Grundpfeiler der nach ihm benannten psychologischen Bowen-Theorie. Die "Differenzierung des Selbst" ist ein Gradmesser für die Fähigkeit eines Menschen,
1. Emotion und Rationalität sowie
2. Intimität und Autonomie in Beziehungen zu anderen

auszubalancieren.
Intrapsychisch misst der Differenzierungsgrad die Fähigkeit des Gehirns, Emotionen zu kontrollieren und auch unter emotional schwierigen Situationen noch überlegt und rational zu handeln bzw. zu wählen, ob in einer bestimmten Situation eine eher emotionale oder eine eher rationale Reaktion angemessen erscheint.
Zwischenmenschlich zeigt der Differenzierungsgrad an, inwieweit eine Person imstande ist, intime Beziehungen zu anderen Menschen einzugehen, ohne die eigene Autonomie zu verlieren. Ein hoher Differenzierungsgrad gestattet es einem Menschen, den Konflikt zwischen "Nähe zu anderen" einerseits und "Autonomie des Selbst" besser auszubalancieren.
Bowen beobachtete, dass insbesondere die Erfahrungen eines Menschen während seiner Kindheit und Jugend einen starken Einfluss auf seinen Differenzierungsgrad haben und dieser ziemlich stabil bleibt, solange die Person nicht langfristig und strukturiert daran arbeitet, den eigenen Differenzierungsgrad zu erhöhen.

## Geschichte
Murray Bowen gilt als einer der Begründer moderner Familientherapie. Er beobachtete bei seiner Arbeit mit Familien, dass Konflikte innerhalb von Familien häufig daraus entstehen, dass das Interesse und der Druck der Gruppe (Konformität) mit dem Interesse des Einzelnen (Autonomie) kollidiert. Da Interessenskonflikte bei unterschiedlichen Individuen ohnehin unvermeidlich sind, schloss Bowen daraus, dass soziale Systeme (z. B. Familien) dann besser funktionieren müssten, wenn ihre Mitglieder in der Lage sind, die unterschiedlichen Interessen der Einzelpersonen gleichmäßiger auszubalancieren und dabei das Gesamtinteresse der Gruppe im Auge zu behalten. Die Fähigkeit eines Menschen, eine soziale Bindung oder Intimität auch dann zu behalten, wenn die Nähe durch einen Interessenskonflikt belastet wird, nannte er "Differenzierung des Selbst".

## Beispiele
Nach Bowen hängen Menschen mit niedrigem Differenzierungsgrad so stark von der Akzeptanz anderer Menschen ab, dass sie bei einem Interessenkonflikt entweder ihre eigene Meinung nach der Meinung anderer Menschen richten (weil sie dem Konformitätsdruck der anderen nicht standhalten) oder versuchen, andere Menschen zu zwingen, so zu denken und zu handeln wie sie selbst (also aktiv Konformitätsdruck ausüben). Je niedriger der Differenzierungsgrad eines Menschen, umso schwerer fällt es ihm, sein "Selbst" gegen Einflüsse von außen zu schützen und umso größer wird damit der Einfluss anderer auf sein Denken und Handeln. Er wird bemüht sein, die Handlungen und Gefühle anderer Individuen entweder aktiv oder passiv zu kontrollieren.

## Anwendung in der Sexual- und Paartherapie
Propagiert wurde der Begriff der Differenzierung vor allem durch den amerikanischen Psychotherapeuten David Schnarch, der das Konzept der Differenzierung des Selbst im Rahmen seiner differenzierungsbasierten Psychotherapie einsetzt, um Probleme mit Intimität, sexuellem Verlangen (Störungen der Libido) und Konflikten in der Partnerschaft zu lösen. Nach Schnarch hat insbesondere der Wunsch, innerhalb einer Partnerschaft oder der Ehe trotz aller bestehenden Unterschiede eine enge Verbindung einzugehen, das Potenzial, den Differenzierungsgrad der Partner signifikant zu erhöhen. Er nannte die Ehe aus diesem Grunde "Wachstumsmaschine für Menschen".
Im Prozess der Differenzierung, der Entwicklung des bezogenen Selbst eines Menschen, reift ein kindliches, auf Bezugspersonen ausgerichtetes und damit fremdbestätigtes bzw. gespiegeltes Selbstempfinden immer mehr zu einem selbstbestätigten, stabilen und gleichzeitig flexiblen Selbstempfinden. Auch romantische Partnerschaften beruhen laut Schnarch's Erfahrung anfangs stark auf einem gespiegelten Selbstempfinden, einer emotionalen Verschmelzung mit Hilfe von Funktionsübertragung, welches jedoch langfristig nicht aufrechterhalten werden kann. Die Partner landen in einer emotionalen Pattsituation, welche die Anfälligkeit für Affären erhöht und zur Trennung führen kann. Um erfüllt und glücklich zu bleiben, erfordern langfristige Beziehungen nach Schnarch zwangsläufig eine Erhöhung des Grades der Differenzierung bei beiden Partnern.
Schnarch bezieht in das Selbstempfinden nicht nur den Selbstwert, sondern auch die Intimität und das sexuelle Verlangen ein. Fremdbestätigte Intimität „beinhaltet, dass ein Partner seine Gefühle, Wahrnehmungen, Zweifel, Ängste und inneren Wahrheiten offenbart und der andere diese entweder (a) akzeptiert, bestätigt und nachempfindet und/oder (b) sich auf ähnliche Weise offenbart. ... Wenn Menschen sagen, dass sie sich tiefe Intimität wünschen, stellen sie sich gewöhnlich ein grenzenloses Reservoir bedingungsloser positiver Aufmerksamkeit vor, verbunden mit Vertrauen, Sicherheit und Akzeptiertwerden – mit anderen Worten: fremdbestätigte Intimität.“
Eine selbstbestätigte Intimität basiert laut Schnarch auf den Vier Aspekten der Balance (Four Points of Balance)
1. Stabiles und flexibles Selbst
2. Stiller Geist – ruhiges Herz
3. Maßvolles Reagieren
4. Sinnvolle Beharrlichkeit